# Charrecey
Charrecey est une commune française située dans le département de Saône-et-Loire, en région Bourgogne-Franche-Comté.

## Géographie
Située en Saône-et-Loire (Bourgogne-Franche-Comté) à une quinzaine de kilomètres de Chalon-sur-Saône.

### Géologie et relief
Le territoire communal est caractérisé par un substrat géologique recelant un important réseau de failles affectant le socle Primaire émergeant à l'est des ultimes contreforts du Morvan en bordure de l'effondrement de la Bresse chalonnaise ; tandis que les calcaires du Secondaire dominent à l'ouest la dépression houillère Dheune-Bourbince (bassin houiller de Blanzy). La grande variété de sols offre un paysage contrasté, présentant un effet « balcon » portant la vue du mont Beuvray jusqu'au Mont Blanc.
La végétation va de la forêt profonde de chênes et châtaigniers aux chaumes herbues ou couvertes de buis. Au XIXe siècle, le village a tiré sa richesse des mines de gypse (étage du Trias argileux) avec les plâtrières et des carrières de pierre et marbre (étage du Sinémurien), voire du pavé des villes (étage du Trias gréseux). Le vignoble a disparu après un long déclin qui a suivi la crise du phylloxera à la fin du XIXe siècle. Il y a aussi des terres agricoles.

### Climat
Pour des articles plus généraux, voir Climat de la Bourgogne-Franche-Comté et Climat de Saône-et-Loire.
En 2010, le climat de la commune est de type climat océanique dégradé des plaines du Centre et du Nord, selon une étude du Centre national de la recherche scientifique s'appuyant sur une série de données couvrant la période 1971-2000. En 2020, Météo-France publie une typologie des climats de la France métropolitaine dans laquelle la commune est exposée à un climat océanique altéré et est dans la région climatique Bourgogne, vallée de la Saône, caractérisée par un bon ensoleillement (1 900 h/an), un été chaud (18,5 °C), un air sec au printemps et en été et des vents faibles.
Pour la période 1971-2000, la température annuelle moyenne est de 10,7 °C, avec une amplitude thermique annuelle de 17,6 °C. Le cumul annuel moyen de précipitations est de 853 mm, avec 11,9 jours de précipitations en janvier et 7,6 jours en juillet. Pour la période 1991-2020, la température moyenne annuelle observée sur la station météorologique de Météo-France la plus proche, « St-Maurice-lès-Couches_sapc », sur la commune de Saint-Maurice-lès-Couches à 7 km à vol d'oiseau, est de 11,5 °C et le cumul annuel moyen de précipitations est de 803,5 mm. 
La température maximale relevée sur cette station est de 40,4 °C, atteinte le 12 août 2003 ; la température minimale est de −16,7 °C, atteinte le 20 décembre 2009,,.
Les paramètres climatiques de la commune ont été estimés pour le milieu du siècle (2041-2070) selon différents scénarios d'émission de gaz à effet de serre à partir des nouvelles projections climatiques de référence DRIAS-2020. Ils sont consultables sur un site dédié publié par Météo-France en novembre 2022.

## Urbanisme

### Typologie
Au 1er janvier 2024, Charrecey est catégorisée commune rurale à habitat dispersé, selon la nouvelle grille communale de densité à sept niveaux définie par l'Insee en 2022.
Elle est située hors unité urbaine. Par ailleurs la commune fait partie de l'aire d'attraction de Chalon-sur-Saône, dont elle est une commune de la couronne,. Cette aire, qui regroupe 109 communes, est catégorisée dans les aires de 50 000 à moins de 200 000 habitants,.

### Occupation des sols
L'occupation des sols de la commune, telle qu'elle ressort de la base de données européenne d’occupation biophysique des sols Corine Land Cover (CLC), est marquée par l'importance des territoires agricoles (65,8 % en 2018), une proportion sensiblement équivalente à celle de 1990 (65,6 %). La répartition détaillée en 2018 est la suivante : prairies (44,2 %), forêts (29,5 %), terres arables (18,8 %), zones urbanisées (4,6 %), zones agricoles hétérogènes (2,9 %). L'évolution de l’occupation des sols de la commune et de ses infrastructures peut être observée sur les différentes représentations cartographiques du territoire : la carte de Cassini (XVIIIe siècle), la carte d'état-major (1820-1866) et les cartes ou photos aériennes de l'IGN pour la période actuelle (1950 à aujourd'hui).

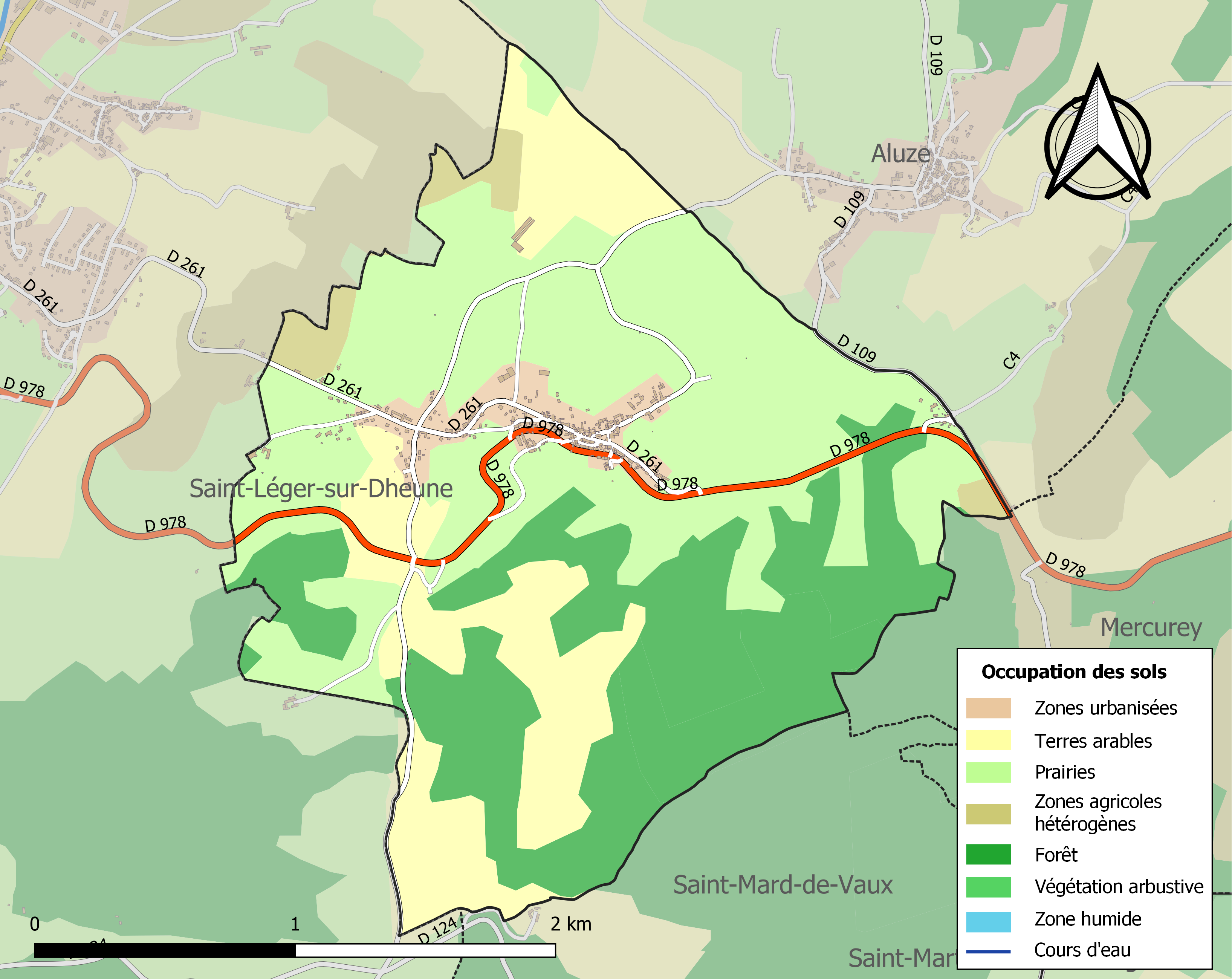
Carte des infrastructures et de l'occupation des sols de la commune en 2018 (CLC).

## Histoire
À elle seule, la toponymie des lieux-dits indique un riche passé qui remonte à la Protohistoire voire au Néolithique moyen bourguignon (silex taillés et polis, polissoirs, céramique de type chasséen). Des traces de l'occupation gallo-romaine attestent de la présence d'une villa en bordure de la via Agrippa (trajet de la Méditerranée à la mer du Nord).
En 1120-1123, Moranus de la Porte et son frère Bernard Prochilla, vendent ce qu'ils possèdent à Charrecey, au profit de l'abbaye Saint-Marcel-lès-Chalon.
Il semble que le village primitif ait été déplacé du lieu-dit « ès Saint-Étienne » à son actuelle localisation, au milieu du XIVe siècle, probablement à la suite du tremblement de terre de Bâle de 1356 (18 octobre).
Sous l'Ancien Régime, un prieuré des Dames de Saint-Julien occupait un vaste domaine au centre du bourg actuel selon les lieux-dits : Clos des Dames, Fontaine aux Dames et Quart Beau-Belin (ancienne cure) où l'on trouve une galerie couverte sur le porche et des bâtiments aux nombreux réemplois de matériaux en grès taillé. Des squelettes y ont été mis au jour sous l'ancien four.

### Héraldique
Blasonnement : Parti, au premier de gueules à la fasce d'or, au second d'argent au chevron de gueules accompagné de sept merlettes du même, 2 et 2 en chef, 1 et 2 en pointe, au chef d'or chargé d'un lion léopardé d'azur.
NB. Ce blason est une proposition très récente qui peut également s'appliquer à n'importe quelle commune ayant fait partie du comté de Chamilly (Saône-et-Loire).

## Politique et administration

### Listes des maires
| Période                                  | Période   | Identité               | Étiquette | Qualité                              |
| ---------------------------------------- | --------- | ---------------------- | --------- | ------------------------------------ |
| 1799                                     | 1812      | Joseph Chauvot         |           | Oncle maternel du général Duhesme    |
| 1812                                     | 1816      | Jean-Baptiste Gagnot   |           |                                      |
| 1816                                     | 1821      | Denis Rossigneux       |           |                                      |
| 1821                                     | 1831      | Claude Bidreman        |           | Fabricant de plâtre                  |
| 1831                                     | 1839      | Pierre Narjolet        |           |                                      |
| 1839                                     | 1843      | Claude Bidreman        |           |                                      |
| 1843                                     | 1848      | Jean-Marie Duhesme     |           | Cousinage du général d'Empire        |
| 1848                                     | 1850      | Claude Pion            |           |                                      |
| 1850                                     | 1856      | Louis Chandelux        |           | Apparenté au peintre Duclaux         |
| 1856                                     | 1872      | Jean Larodas           |           | Fabricant de plâtre                  |
| 1872                                     | 1873      | Jean-Marie Boutrey     |           |                                      |
| 1873                                     | 1878      | François Guillemot     |           |                                      |
| 1878                                     | 1881      | Claude Pion            |           |                                      |
| 1881                                     | 1882      | Claude Baron           |           |                                      |
| 1882                                     | 1883      | Jean-Marie Dodille     |           |                                      |
| 1883                                     | 1884      | Joseph Dyon            |           |                                      |
| 1884                                     | 1897      | Albert-Joseph Pautet   |           |                                      |
| 1897                                     | 1900      | Edmond Pion            |           |                                      |
| 1900                                     | 1904      | Jean-Baptiste Gaudiaut |           |                                      |
| 1904                                     | 1905      | Joseph Roy-Chevrier    |           | Prés. Sté d'hist & d'arch. de Chalon |
| 1905                                     | 1906      | Jean-Baptiste Gaudiaut |           |                                      |
| 1906                                     | 1908      | Pierre Baron           |           |                                      |
| 1908                                     | 1929      | Claude-Paul Berthier   |           |                                      |
| 1929                                     | 1938      | Jean Emile Boullin     |           |                                      |
| 1938                                     | 1945      | Henri Hérody           |           |                                      |
| 1945                                     | 1948      | Auguste Premeleur      | SE        |                                      |
| 1948                                     | 1959      | Achille Bazenet        | SE        |                                      |
| 1959                                     | 1968      | Louis Maillary         | SE        |                                      |
| 1968                                     | mars 1983 | André Maignot          | SE        | Militaire (capitaine)                |
| mars 1983                                | mars 1989 | René Larodas           | SE        | Forestier                            |
| mars 1989                                | mars 2008 | Gérard Carpentier      | SE        | Commercial                           |
| mars 2008                                | mars 2014 | Thomas Berthet         | SE        | Ingénieur                            |
| mars 2014                                | en cours  | Guy Thibert            | SE        | Retraité                             |
| Les données manquantes sont à compléter. |           |                        |           |                                      |

### Canton et intercommunalité
La commune fait partie du Grand Chalon.

## Population et société

### Démographie

#### Évolution démographique
L'évolution du nombre d'habitants est connue à travers les recensements de la population effectués dans la commune depuis 1793. Pour les communes de moins de 10 000 habitants, une enquête de recensement portant sur toute la population est réalisée tous les cinq ans, les populations de référence des années intermédiaires étant quant à elles estimées par interpolation ou extrapolation. Pour la commune, le premier recensement exhaustif entrant dans le cadre du nouveau dispositif a été réalisé en 2008.

En 2022, la commune comptait 330 habitants, en évolution de +4,76 % par rapport à 2016 (Saône-et-Loire : −1,06 %, France hors Mayotte : +2,11 %).
| 1793 | 1800 | 1806 | 1821 | 1831 | 1836 | 1841 | 1846 | 1851 |
| ---- | ---- | ---- | ---- | ---- | ---- | ---- | ---- | ---- |
| 340  | 291  | 355  | 450  | 478  | 551  | 580  | 627  | 587  |

| 1856 | 1861 | 1866 | 1872 | 1876 | 1881 | 1886 | 1891 | 1896 |
| ---- | ---- | ---- | ---- | ---- | ---- | ---- | ---- | ---- |
| 561  | 563  | 578  | 538  | 533  | 579  | 518  | 487  | 410  |

| 1901 | 1906 | 1911 | 1921 | 1926 | 1931 | 1936 | 1946 | 1954 |
| ---- | ---- | ---- | ---- | ---- | ---- | ---- | ---- | ---- |
| 404  | 419  | 360  | 299  | 261  | 210  | 219  | 226  | 272  |

| 1962 | 1968 | 1975 | 1982 | 1990 | 1999 | 2006 | 2008 | 2013 |
| ---- | ---- | ---- | ---- | ---- | ---- | ---- | ---- | ---- |
| 283  | 259  | 252  | 264  | 285  | 313  | 303  | 300  | 308  |

| 2018 | 2022 | - | - | - | - | - | - | - |
| ---- | ---- | - | - | - | - | - | - | - |
| 327  | 330  | - | - | - | - | - | - | - |

### Associations
- La Médiathèque de Bourgogne - Mémorial Emile Chateau in Académie de Mâcon.
- Les Amis du Vieux Charrecey.
- Le Foyer Rural.
- Les Amis de l'École.

## Économie
Les exploitations agricoles sont davantage tournées vers l'élevage de bovins.

## Culture locale et patrimoine

### Lieux et monuments
- Via Agrippa (marquant la limite communale avec Aluze).
- Croix de cimetière du XVe siècle (classée MH).
- Site archéologique ès Saint-Étienne (protohistoire).

### Personnalités liées à la commune
Les personnes ci-dessous ont des attaches familiales à Charrecey ou ont vécu au village.
- Philibert Guillaume Duhesme (° 1766 - † 1815). Général d'Empire. La sépulture de ses grands-parents maternels se trouve dans l'église de Charrecey.
- Antoine Duclaux (° 1783 - † 1868). Peintre paysagiste et animalier de l'École lyonnaise ou École de Lyon. Sous la Terreur, réfugié avec sa mère à Charrecey, il passa une grande partie de son enfance au domaine Chandelux (rue de l'Église).
- Pierre Trémaux (° 1818 - † 1895). Architecte, orientaliste et photographe est né à Charrecey.
- Jean-Baptiste Trémaux[23] (° 1824 - † 1898). Conducteur des travaux publics, archéologue du site de Tipasa (Algérie). Le parc national de Tipasa portait son nom avant l'indépendance algérienne. 
Voir l'étude biographique de Jean Pelletier-Thiber de l'Académie de Mâcon, sous le titre La Saga algérienne des frères Trémaux.
- Léon-Vivant Moissenet (° 1831 - † 1906). Polytechnicien, ingénieur des Mines. L'un des pères de la carte géologique de France. Il est inhumé au cimetière de Chaumont (Haute-Marne).
- Léonie Prétet-Denis[24] (° 1848 - † 1919). Historienne (alias « Mme Christian Denis »). La rue principale de Charrecey (D 261) porte son nom. Elle est inhumée au cimetière de Charrecey.
- Charles Pierre Trémaux[25] (° 1859 - † 1882). Polytechnicien (promotion de 1876), ingénieur du télégraphe. Il a défini en premier l’algorithme du parcours dans les labyrinthes (1882, dit arborescence de Trémaux).
- Émile Chateau (° 1866 - † 1952). Directeur d'écoles. Savant botaniste, inventeur de la phytosociologie. Il est inhumé au cimetière de Charrecey.
- Joseph Roy-Chevrier (° 1860 - † 1949). Ampélographe, maire de Charrecey (1904-1905). Président de la Société d'histoire et d'archéologie de Chalon-sur-Saône de 1911 à 1931.
- Louis Gabriel Thibert dit Gaby (° 1912 - † 1958). Adjudant-chef électromécanicien au 134e régiment d'infanterie (RI) de Mâcon, grand résistant français mort pour la France à Tizi Ouzou (Algérie) en 1958. Chevalier de la Légion d'honneur. Fondateur du maquis de Corlay (commune de Nanton en Saône-et-Loire), d'abord en forêt de la Ferté le 30 juin 1943. Grand blessé de guerre, entré en résistance à l'occupant dès l'armistice de 1940 sous le pseudonyme de Joseph Brunet. En 1949, il publia son carnet de route du combattant, intitulé Le Maquis de Corlay, sous le nom d'emprunt de son ami André Montaron (qui était alors son plus jeune compagnon maquisard). En 1956, il était surveillant général - nommé à ce poste le 1er octobre 1948 -[26] au lycée militaire d'Autun (Saône-et-Loire) avant son départ pour l'Algérie au 121e RI. Il y décédera le 26 janvier 1958 des suites de ses blessures lors d'un accrochage du 24 janvier précédent. Il est inhumé au cimetière de Charrecey ; son nom est inscrit sur le monument des « Morts pour la France », situé près de l'église. Les « Anciens Maquisards de Corlay » ont fait graver son nom au centre du « Mur de la Libération », monument situé en bordure de la RN 6 au nord de Sennecey-le-Grand (Saône-et-Loire).
- Lucien Ferré[27] (° 1902 - † 1945). Électricien, martyr de la déportation nazie, né le 21 mai 1902 à Boyer (Saône-et-Loire), décédé le 30 avril 1945 à Wansleben (Saxe, Allemagne). La placette proche de la mairie de Charrecey porte son nom. Il est aussi inscrit sur le monument des « Morts pour la France », situé près de l'église.
- Jean Popille, maquisard arrêté dans la commune de Chatel Moron. Sa famille dont Gaby Popille était un des traqueurs du maquis (voir le maquis de Corlay) la place devant l'église porte son nom (il manque des infos... à compléter).

## Pour approfondir